# Grudzień 1970
Grudzień 1970, wydarzenia grudniowe, rewolta grudniowa, wypadki grudniowe, masakra na Wybrzeżu – protesty robotników w Polsce w dniach 14–22 grudnia 1970 (demonstracje, protesty, strajki, wiece, zamieszki) głównie w Gdyni, Gdańsku, Szczecinie i Elblągu, stłumione przez milicję i wojsko.

## Geneza protestów grudniowych
Bezpośrednią przyczyną strajków i demonstracji była wprowadzona 12 grudnia podwyżka cen detalicznych mięsa, przetworów mięsnych oraz innych artykułów spożywczych w czasach, gdy obowiązywały ceny regulowane urzędowo. Decyzję o podwyżce podjęto 30 listopada 1970 na posiedzeniu Biura Politycznego KC PZPR. Od 8 grudnia w Ministerstwie Obrony Narodowej i Ministerstwie Spraw Wewnętrznych rozpoczęto przygotowania w ramach „ochrony porządku i bezpieczeństwa publicznego”, a 11 grudnia jednostki MSW zostały postawione w stan pełnej gotowości. 12 grudnia wieczorem za pośrednictwem radia poinformowano społeczeństwo o podwyżkach cen żywności głównych artykułów, średnio o 23% (mąka o 17%, ryby o 16%, dżemy i powidła o 36%). 13 grudnia komunikaty o podwyżkach cen podała prasa.

## Przebieg
Społeczeństwo zareagowało protestem. Zbierano się na wiecach, domagając się od władz cofnięcia podwyżki, uregulowania systemu płac (w szczególności zasad naliczania premii) i wreszcie odsunięcia od władzy odpowiedzialnych za podwyżkę (m.in. Władysława Gomułki, Józefa Cyrankiewicza i Stanisława Kociołka).

### Poniedziałek 14 grudnia
W poniedziałek robotnicy ogromnego zakładu przemysłowego – Stoczni Gdańskiej im. Lenina – odmówili podjęcia pracy i wielotysięczny tłum przed południem udał się pod pobliską siedzibę Komitetu Wojewódzkiego PZPR w Gdańsku. Tłum zażądał spotkania z pierwszym sekretarzem Komitetu Wojewódzkiego PZPR, a od dyrektora stoczni Stanisława Zaczka podjęcia negocjacji w sprawie cofnięcia podwyżek, jego postulaty nie zostały jednak spełnione. Tego dnia doszło też do pierwszych starć ulicznych z Milicją Obywatelską (MO).
Przed południem delegacja stoczniowców próbowała rozmawiać z rektorem Politechniki Gdańskiej (PG) i na schodach Gmachu Głównego PG doszło do szarpaniny z prorektorem Wiesławem Wełnickim. O godzinie 17:00 na dziedzińcu przed Gmachem Głównym PG próbowano zorganizować wiec, ale wobec negatywnej reakcji studentów (w marcu 1968 robotnicy, w tym także stoczniowcy, współpracowali z milicją podczas tłumienia studenckiego zrywu) z wiecu zrezygnowano i zebrani ruszyli pochodem do Gdańska, by „pokazać swoją siłę”, jak to mówili stoczniowcy z radiowozu. W Gdańsku za wiaduktem Błędnik doszło do pierwszych starć z MO. Nieco później dołączyła duża grupa studentów Akademii Medycznej w Gdańsku (AMG). Tego wieczoru w wiecach na placu przed dworcem głównym i budynkiem Komitetu Wojewódzkiego PZPR wzięły udział setki studentów PG i AMG.

### Wtorek 15 grudnia
W tym dniu ogłoszono strajk powszechny; przyłączyły się do niego inne gdańskie przedsiębiorstwa, robotnicy ze Stoczni im. Komuny Paryskiej w Gdyni oraz pracownicy elbląskiego Zamechu. W skład pierwszego komitetu strajkowego weszli: Zbigniew Jarosz (przewodniczący), Jerzy Górski (zastępca przewodniczącego), Stanisław Oziębło, Ryszard Podhajski, Kazimierz Szołoch, Lech Wałęsa i Zofia Zejser. Żądano m.in. uwolnienia aresztowanych wcześniej działaczy. Robotnicy kontynuowali marsz i przemieszczając się pod budynek KW PZPR na wcześniej zapowiedziany wiec, napotkali oddziały MO. Władze, nie chcąc dopuścić demonstrantów pod budynek partii, podjęły decyzję o użyciu pałek i innych środków obronnych (w tym gazu łzawiącego). W efekcie doszło do walk ulicznych i starć z MO, a w końcu, późnym wieczorem 15 grudnia, do podpalenia budynku KW PZPR w Gdańsku. Ogłoszono strajk okupacyjny. Wojsko i milicja zablokowały porty i stocznie.
Jednocześnie w Gdyni doszło do spisania 8 głównych postulatów i przekazania ich przewodniczącemu prezydium Miejskiej Rady Narodowej, Janowi Mariańskiemu. Obiecał on przekazać je wicepremierowi Stanisławowi Kociołkowi, żądając jednak w zamian rozejścia się demonstrantów do domów. Wśród postulatów były m.in. dostosowanie płac robotników do ostatniej podwyżki cen, podwyższenia minimalnego wynagrodzenia (w szczególności najmniej zarabiających kobiet), zredukowania rozpiętości zarobków robotników z zarobkami pracowników umysłowych (w tym także postulat, że dyrektor przedsiębiorstwa nie powinien zarabiać więcej niż 1000 zł od pracownika posiadającego wyższe wykształcenie), czy wreszcie ustalenia wysokości zasiłku chorobowego w pełni odpowiadającemu utraconemu w czasie choroby zarobkowi. Nocą aresztowano członków komitetu strajkowego w Gdyni.
Gdy płonął gmach komitetu wojewódzkiego partii, pensjonariusze domu poprawczego w Malborku rozpoczęli rabunek sklepów przy ulicy Rajskiej i sąsiednich. Część manifestantów próbowała to powstrzymać, ale bez rezultatu. Około południa stoczniowcy zdobyli czołg, który zabezpieczono na terenie Gdańskiej Stoczni Remontowej. Po południu do walczących w Gdańsku stoczniowców dołączali pojedynczo studenci, którym kończyły się wykłady. Około godziny 16:00 przed samym dworcem kolejowym został zastrzelony przez snajpera człowiek, który być może był tylko przechodniem, gdyż w tym czasie walki toczyły się pod komendą MO, a nie na placu dworcowym (Leningradzkim). Strzał padł od strony wiaduktu Błędnik, gdzie nie było wtedy ani wojska ani milicji, musiał więc strzelać snajper, ulokowany prawdopodobnie w wieżowcu Centrum Techniki Okrętowej przy Błędniku. Potem stoczniowcy na środku dworcowej hali złożyli zwłoki kolegi rozjechanego przez czołg, rozbili dworcową kwiaciarnię i podpalili kasy dworcowe. Gdy oddziały wojska i milicji pojawiły się na Błędniku, od strony komitetu, manifestanci, którym groziło otoczenie, wpadli na dworzec i do stojącej jeszcze kolejki elektrycznej, która ruszyła, gdy na dworzec wpadli milicjanci.

### Środa 16 grudnia
Strajk rozszerzył się na kolejne zakłady na Wybrzeżu. Stocznia Gdańska została otoczona przez wojsko. Ludzie, którzy próbowali się do stoczni zbliżyć, byli brutalnie bici. Wojsko otworzyło ogień do stoczniowców przy bramie nr 2. Dwóch z nich zabiło, jedenastu raniło. W Szczecinie telewizja poinformowała o wydarzeniach w Gdańsku. Nazwała je chuligaństwem.

### Czarny czwartek 17 grudnia
Władze zdecydowały się wykorzystać wojsko. W wyniku starć wiele osób po obu stronach zostało poszkodowanych. Rano, na przystanku Szybkiej Kolei Miejskiej Gdynia Stocznia, oddziały Milicji Obywatelskiej i wojska ostrzelały tłum pracowników Stoczni im. Komuny Paryskiej. Według ustaleń prokuratury śmierć poniosło 10 osób. W centrum Gdyni uformowano pochód z biało-czerwonymi flagami, który ruszył ulicami 10 Lutego i Marchlewskiego w kierunku przystanku Gdynia-Stocznia, gdzie starł się z wojskiem. Pochód zebrał się ponownie na ul. Czerwonych Kosynierów i ruszył do centrum Gdyni. Na czele pochodu niesiono na drzwiach ciało zabitego młodego mężczyzny (Zbyszka Godlewskiego), za nim niesiono pomazane krwią narodowe flagi. Pochód ten doszedł do urzędu miejskiego przy ulicy Świętojańskiej, gdzie doszło do kolejnych starć. W tym pochodzie wzięli udział przedstawiciele wszystkich zawodów i grup społecznych. Na ulicach Słupska i Elbląga trwały demonstracje. 
W Szczecinie do strajkujących dołączyli pracownicy Stoczni Szczecińskiej im. Adolfa Warskiego, którzy opuściwszy teren zakładu pracy przeszli do centrum. Spotkanie nastąpiło przed niechronionym budynkiem Komitetu Wojewódzkiego PZPR. Ok. 10-tysięczny tłum nie doczekawszy się na spotkanie z I sekretarzem Antonim Walaszkiem wdarł się do wnętrza demolując je i podpalając. Następnie protestujący robotnicy sprowokowani próbą rozproszenia zgromadzenia ruszyli w pogoń za oddziałem ZOMO spiesznie wycofującym się w kierunku gmachu Komendy Wojewódzkiej MO nieopodal. Obiekt KW MO także został zaatakowany kamieniami i podjęto próbę jego podpalenia wraz z zabarykadowanymi we wnętrzu milicjantami. Wówczas milicja i wojsko otworzyło do tłumu ogień. Kres zamieszkom w tym rejonie miasta położyły serie z broni maszynowej czołgów 12 Dywizji Zmechanizowanej. Tłum rozproszył się a wydarzenia były kontynuowane do późnych godzin wieczornych, m.in. zaatakowano prokuraturę i więzienie oraz demolowano sklepy. Tego dnia w Szczecinie poległo 13 osób, w tym przypadkowe ofiary nieuczestniczące w proteście. 
Jednocześnie służby publiczne zaczęły stopniowo tłumić strajki i demonstracje na Wybrzeżu.

### Piątek 18 grudnia
Podobnie jak wcześniej Stocznia Gdańska, stocznia w Szczecinie została otoczona przez wojsko. Pomimo ogłoszenia strajku okupacyjnego, pod Stocznią z rąk "służb" zginęły kolejne dwie osoby. W Elblągu zdecydowano się na użycie siły, co zaowocowało starciami z demonstrantami. Do miast północnej Polski przyłączyły się Białystok, Nysa, Oświęcim, Warszawa i Wrocław, gdzie zorganizowano nowe strajki. Miały one mniejszą skalę i były krótkotrwałe, w przeciwieństwie do tych z Gdańska, Gdyni czy Szczecina.

### Sobota 19 grudnia
W sobotę trwał już tylko strajk w Szczecinie (przywódcą był Mieczysław Dopierała), który dobiegł końca 22 grudnia. Stocznie i porty Gdańska i Gdyni nie pracowały. We wszystkich objętych zamieszkami miastach Wybrzeża obowiązywały stan wyjątkowy i godzina milicyjna.

## Reakcja władz państwowych

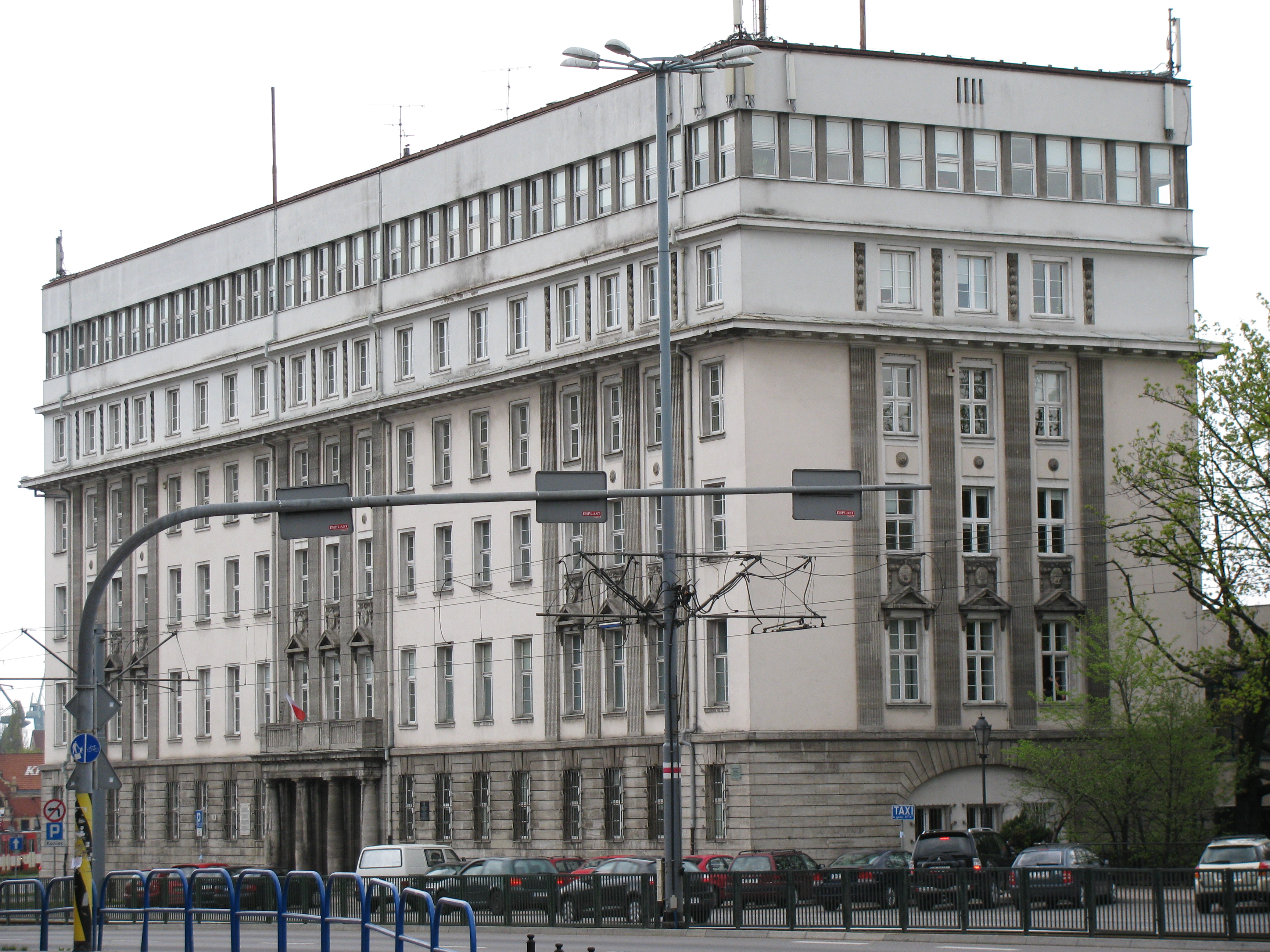
Dawny gmach KW PZPR w Gdańsku. Pierwotnie miał dach czterospadowy, ostatnie piętro nadbudowano po spaleniu w grudniu 1970

Władze PZPR (Biuro Polityczne w składzie: Władysław Gomułka, Marian Spychalski, Józef Cyrankiewicz, Ignacy Loga-Sowiński, Mieczysław Moczar, Wojciech Jaruzelski, Alojzy Karkoszka, Zenon Kliszko, Kazimierz Świtała, Tadeusz Pietrzak) na wieść o wydarzeniach w Gdańsku wydały rozkaz użycia broni palnej przeciwko demonstrującym, przy czym strzały po ostrzegawczej salwie w górę zgodnie z rozkazem Gomułki miały być oddawane w nogi. Wielu milicjantów i żołnierzy (których informowano, że jadą tłumić wystąpienia „gdańskich Niemców”) strzelało na wprost, a strzały oddawane w bruk uliczny, pod nogi manifestantów, rykoszetowały i powodowały poważne rany, również śmiertelne. Nastąpiła interwencja 550 czołgów i 700 transporterów opancerzonych 8 Dywizji Zmechanizowanej. Do walki z demonstrantami ruszyło 5 tysięcy milicjantów i 27 tysięcy żołnierzy, Wybrzeże zostało spacyfikowane. Akcję tę nadzorował osobiście obecny w Trójmieście wiceminister MON Grzegorz Korczyński.
W trakcie zamieszek na Wybrzeżu w grudniu 1970 roku Prymas Polski Stefan Wyszyński był zaniepokojony możliwością interwencji wojskowej w Polsce ze strony sił radzieckich i wschodnioniemieckich oraz, co za tym idzie, o zachowanie przez PRL nawet ograniczonej suwerenności. Nie widział możliwości przeciwstawienia się takiej interwencji i obawiał się bezużytecznego rozlewu polskiej krwi.

## Bilans wystąpień

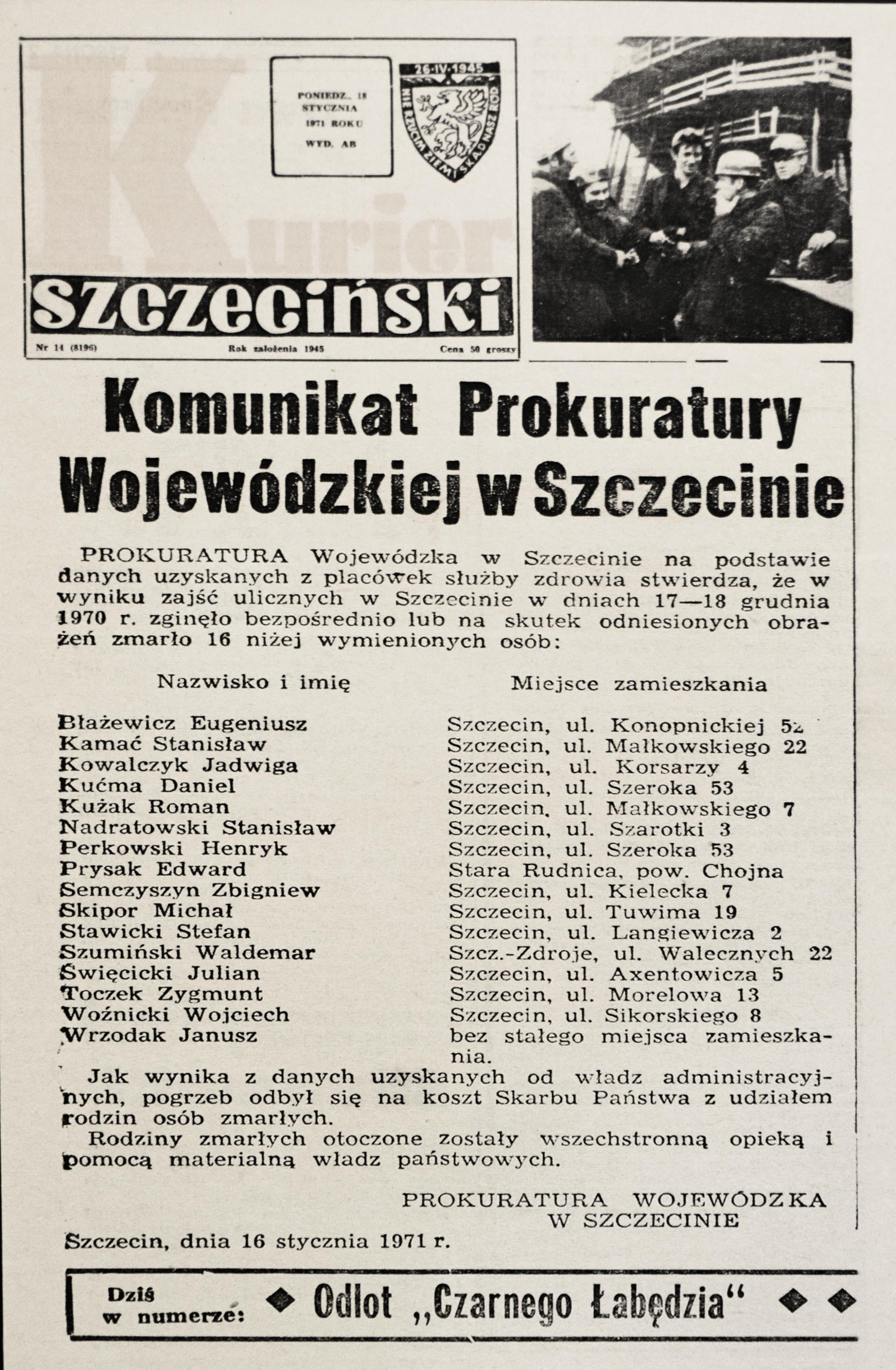
Strona tytułowa „Kuriera Szczecińskiego” z 18.01.1971 z listą ofiar wydarzeń grudniowych w Szczecinie

W wyniku represji w grudniu 1970 zostało zabitych 41 osób: 1 w Elblągu, 6 w Gdańsku, 16 w Szczecinie i 18 w Gdyni. Ranne zostały 1164 osoby. Zatrzymano przeszło 3 tysiące osób. W wyniku starć oraz wypadków zginęło też kilku funkcjonariuszy MO oraz żołnierzy LWP, a kilkudziesięciu zostało rannych. Zniszczeniu uległo kilkanaście pojazdów wojskowych, w tym transportery BTR i czołgi. Podpalono 17 gmachów (w tym budynki Komitetów Wojewódzkich PZPR w Gdańsku i Szczecinie), rozbito 220 sklepów, podpalono kilkadziesiąt samochodów.
Niektórzy historycy twierdzą, że ze względu na liczbę ofiar, wewnątrzpartyjne rozgrywki w PZPR posłużyły do skompromitowania Gomułki i w efekcie odsunięcia go od władzy (na stanowisku pierwszego sekretarza KC PZPR zastąpił go 20 grudnia Edward Gierek). Hipotezy te potwierdza do pewnego stopnia fakt rozbicia ośrodka decyzyjnego na zwalczające się stronnictwa (Kliszko, Kociołek i Pietrzak), reprezentujące partię. Brak jasnej strategii działania i porozumienia między tymi ugrupowaniami były prawdopodobnie głównymi przyczynami tragicznych wydarzeń.
Z dokumentów IPN wynika, że grudniowe zajścia nie ograniczyły się do Wybrzeża. Do demonstracji i strajków doszło także w Krakowie, Wałbrzychu i innych miastach. Według ustaleń historyków w głębi kraju strajkowało wtedy ponad 20 tysięcy osób.

## Odpowiedzialność dygnitarzy
Do upadku ustroju socjalistycznego nikt z decydentów nie poniósł odpowiedzialności za wydarzenia grudniowe 1970. Jedynym oficjalnym gestem było przeproszenie za błędy i obietnica „ludzkich rządów” podczas spotkania Gierka z robotnikami w Gdańsku po zajściach na Wybrzeżu. Gomułka również nie wziął na siebie odpowiedzialności, obarczając nią część członków plenum KC, ale w liście do Gierka, napisanym 6 lutego 1971, wyznał: „Zająłem stanowisko, że w obliczu brutalnego gwałcenia porządku publicznego, masakrowania milicjantów, palenia gmachów publicznych itp. należy użyć broni wobec napastników, przy czym strzelać należy w nogi”.
Zmiana ustroju umożliwiła zmianę tego podejścia. W 1995 ówczesna Prokuratura Wojewódzka w Gdańsku wniosła do Sądu Wojewódzkiego akt oskarżenia przeciwko Jaruzelskiemu, Kociołkowi, Tuczapskiemu oraz dowódcom wojsk tłumiących protest. Pierwsza rozprawa odbyła się w marcu 1996. 3 lata później proces przeniesiono do Warszawy.

## Grudzień 1970 w dziełach kultury
- Do wydarzeń Grudnia ’70 odwołuje się Ballada o Janku Wiśniewskim oraz film Andrzeja Wajdy Człowiek z żelaza, w którym utwór ten śpiewa Krystyna Janda.
- 17 grudnia 1970 wypadł w czwartek, stąd ten dzień jest określany jako „czarny czwartek”. Do tego nawiązuje tytuł filmu Czarny czwartek (premiera 25 lutego 2011), który był kręcony w Trójmieście (głównie w Gdyni), gdzie było najwięcej ofiar.
- Do wydarzeń grudniowych w Szczecinie nawiązuje produkcja z 1991 w reżyserii Jerzego Wójcika Skarga.
- Raper Tadek stworzył utwór „Ballada grudniowa” poświęcony wydarzeniom Grudnia 1970, wydany na płycie Niewygodna prawda (2012)[9]. Autorem słów jest anonimowy uczestnik demonstracji w grudniu 1970.
- Zespół Honor na albumie Urodzony Białym (1993) zawarł utwór Ulice Grudnia bezpośrednio nawiązujący do wydarzeń grudnia 1970[10].
- Zespół Holy Smoke z Tczewa stworzył utwór zatytułowany „Janek”. Piosenka pochodzi z albumu Quo vadis (2011), albumu inspirowanego polską historią powojenną[11].
- Zuzanna Janin, artystka sztuk wizualnych, włączyła fragmenty archiwów i kronik z wydarzeń grudnia 1970 do found footage’owego wideo „Majka z Filmu. Revolution & Heroines”, 2008–2012 (epizod „Revolution & Heroines” instalacja wideo „Majka z Filmu / Majka from the Movie” w kolekcji m.in. Muzeum Narodowe w Warszawie).
- W 2020 powstał spektakl „Cena władzy”, który opowiada o kilku dramatycznych dniach, które przesądziły o upadku Władysława Gomułki i przejęciu sterów państwa przez Edwarda Gierka. Wydarzenia grudniowe są tu pokazane z perspektywy bezwzględnej rozgrywki politycznej, w której ludzkie losy i troska o społeczeństwo znajdują się na drugim planie. Autorami scenariusza są Robert Miękus i Sławomir Koper, a reżyserii podjął się Arkadiusz Biedrzycki[12].
- 16 grudnia 2022 na Cmentarzu Centralnym w Szczecinie uroczyście odsłonięto pomnik upamiętniający ofiary Grudnia 1970 roku. Na wewnętrznych płytach monumentu znajdują się nazwiska szesnastu ofiar masakry grudniowej[13][14].
- Film Człowiek z marmuru w reżyserii Andrzeja Wajdy, który porusza temat wydarzeń grudniowych.
- Powieść "Pamiętnik z powstania warszawskiego" autorstwa Mirona Białoszewskiego, która zawiera opisy atmosfery społecznej tamtego czas
- Piosenka "Wojna o dzieci" zespołu Trzy Korony, która porusza temat protestów i walki o prawa społeczne.
- Sztuka teatralna "Klucznik" Tadeusza Różewicza, która odnosi się do napięć społecznych w tamtym okresie.
- Album muzyczny "Grudzień '70" zespołu Republika, który zawiera utwory inspirowane wydarzeniami grudniowymi
- Film dokumentalny "Grudzień '70" w reżyserii Kazimierza Kutzera, który przedstawia przebieg protestów i ich skutki.
- Powieść "Dzień jak co dzień" autorstwa Tadeusza Konwickiego, która ukazuje życie codzienne w czasach trudnych społecznie.
- Sztuka teatralna "Grudzień '70" w reżyserii Jerzego Grotowskiego, która eksploruje tematykę oporu i walki o wolność.
- Film dokumentalny "Grudzień '70: Czas nadziei" w reżyserii Marcela Łozińskiego, który przedstawia świadectwa uczestników protestów.
- Piosenka "Grudzień '70" zespołu Perfect, która jest hołdem dla ofiar wydarzeń grudniowych.